# 米爾霍羅德區
米尔霍罗德区（烏克蘭語：Миргородський район），是烏克蘭中部波尔塔瓦州的一個區，行政中心設於米尔霍罗德，人口数量为201,728人（2021年估计）。

## 历史
2020年7月18日作为乌克兰行政区划改革的一部分，波尔塔瓦州的区份数量减至4个，米尔霍罗德区的面积显著增加。改革前米尔霍罗德区的面积为1,530平方公里，2020年人口数量为29,743人。

## 行政区划
米尔霍罗德区下分为17个市镇。